# Pointe La Rose
La pointe La Rose est un cap de la Guadeloupe situé en Basse-Terre sur la commune de Goyave.

## Géographie
La pointe fait face à l'îlet Fortune. Avec la pointe de la rivière à Goyave elle forme l'anse à Douville qui contient la ville de Goyave. La rivière la Rose à son embouchure près du cap dans l'anse à Douville. 
La pointe est une zone protégée du Conservatoire du littoral.